# Dead Horse
Dead Horse — трэш-метал-группа из Хьюстона, штат Техас, действовавшая в 1980-х и 1990-х годах, а также в 2010-х. Их также называют «дразнящим» дэт-металом и кроссовер-трэшем. Dead Horse включает в себя также элементы кантри-музыки и культуры Техаса, которые можно услышать в таких песнях, как «Hank» из Horsecore и «Chiggers» из Feed Me.
Группа выступала с 1988 по 1996 год, гастролировала по Северной Америке с Entombed и Exhorder, а также выступала на разогреве у Pantera, Mr. Bungle и других.
Фильм My Year of Dicks 2022 года, номинированный на премию Оскар в категории «лучший короткометражный анимационный фильм», включил в свой саундтрек песню «Murder Song» с дебютного альбома Horsecore: An Unrelated Story That's Time Consuming (первоначально выпущенного в 1989 году на лейбле Death Ride Records и переизданного 10 лет спустя на лейбле Relapse Records).

## Дискография
- Death Rides a Dead Horse (demo, 1988)
- Horsecore: An Unrelated Story That's Time Consuming (recorded in 1989, self-financed). Compact Disc: (c)  Demo 90 (p) 1992 Dead Horse DIDX 015987 (Reissue, 1999 Relapse)
- Peaceful Death and Pretty Flowers (1991, Big Chief/Metal Blade/Warner Bros.) (Reissue, 1999 Relapse)
- Feed Me EP (1994, Horsecore Publishing, DHO-3, self-financed)
- BOIL (ing) (1996, Sound Virus / Beermoment Music, DH-4)
- BOIL (ing)  (2011, Abbyss Records)
- Loaded Gun (released July 4, 2014, self-financed) CD
- The Beast That Comes (released September 15, 2017, self-financed) CD